# Town Hall (Birmingham)
Town Hall je koncertní sál v Birminghamu ve Spojeném království, od roku 1952 zapsaný v seznamu listed building (první stupeň). Postaven byl v letech 1832–1834 podle návrhu architektů Josepha Hansoma a Edwarda Welche pro Birminghamské hudební trienále a k jeho otevření došlo 7. října 1834. V letech 1837 a 1850 došlo k úpravám pod vedením architekta Charlese Edge. Součástí sálu jsou od začátku varhany o 6000 píšťalách od firmy William Hill & Sons; v roce 1932 došlo k jejich rekonstrukci. V roce 1853 zde proběhlo autorské čtení Charlese Dickense. V roce 1996 byla budova uzavřena kvůli rekonstrukci v ceně 35 milionů liber, kterou prováděla společnost Wates Group. Ke znovuotevření došlo 4. října 2007, oficiálně pak sál otevřeli v následujícím roce za účasti prince Charlese (pozdějšího krále) a jeho manželky Camilly. V sále se konají koncerty jak klasické, tak i populární hudby; vystupovali zde například The Beatles, John Cale, Bob Dylan, Pink Floyd a Queen. Do roku 1996 byl sál domovskou scénou Symfonického orchestru města Birminghamu.